# Pont de la Baronia
El Pont de la Baronia és un pont de Camarasa (Noguera) inclòs a l'Inventari del Patrimoni Arquitectònic de Catalunya.

## Descripció
Es tracta d'un pont penjant sobre la cua del pantà de Camarasa, que permetia el pas a la Baronia de Sant Oïsme.
És una passarel·la plana, molt llarga, formada per una carcassa de ferro coberta amb taulons de fusta que penja d'uns tirants de ferro. Aquests cables estan agafats a uns pilars amb base de formigó armat, fent una trama de fils que suporten l'esmentada i abrinada passarel·la.

## Història
El pantà de Camarasa fou construït el 1920 per la Canadenca i actualment pertany a FECSA. Formava part de la planificació del govern dels anys 40.